# ホアンスーフィー県
ホアンスーフィー県（ホアンスーフィーけん、ベトナム語：Huyện Hoàng Su Phì / 縣黃樹皮?）は、ベトナム社会主義共和国ハザン省の県である。面積は633.42 km²、人口は71,080人（2018年）である。

## 行政区画
1市鎮23社から構成される。